# 1729 (Zahl)
1729 (Eintausendsiebenhundertneunundzwanzig) ist eine natürliche Zahl mit einigen Besonderheiten.

## Hardy-Ramanujan-Zahl
Die Zahl 1729 ist die kleinste natürliche Zahl, für die es genau zwei Darstellungen als Summe zweier positiver Kubikzahlen gibt.
{\displaystyle 1729=9^{3}+10^{3}}
{\displaystyle 1729=1^{3}+12^{3}}
In dieser Eigenschaft wird sie auch Hardy-Ramanujan-Zahl genannt und ist die zweite Taxicab-Zahl. Die Namen Hardy-Ramanujan-Zahl und Taxicab-Zahl entstammen einer Anekdote, nach der der Mathematiker S. Ramanujan seinen Mentor Godfrey H. Hardy darauf aufmerksam gemacht haben soll, dass die Nummer des von ihm an diesem Tag verwendeten Taxis eine besondere Zahl sei.

## Sphenische Zahl
{\displaystyle 1729=7\cdot 13\cdot 19} ist das Produkt von genau drei verschiedenen Primzahlen und somit eine sphenische Zahl. Die Faktoren sind die drei kleinsten fröhlichen Primzahlen.

## Carmichael-Zahl
1729 ist eine Carmichael-Zahl, denn für alle Basen {\displaystyle a}, die keinen Primfaktor mit 1729 (1729 = 7 · 13 · 19) gemeinsam haben, gilt:
{\displaystyle a^{1728}\equiv 1\quad ({\rm {mod\ }}1729)}
Sie ist die kleinste nach der Chernick-Methode konstruierte Carmichael-Zahl, also die kleinste Carmichael-Zahl der Form
{\displaystyle 1296k^{3}+396k^{2}+36k+1}

## Harshad-Zahl
Die 1729 ist auch Harshad-Zahl, d. h., sie ist durch die Summe ihrer Ziffern teilbar:
{\displaystyle 1729=(1+7+2+9)\cdot 91}